# Solar-Stirling

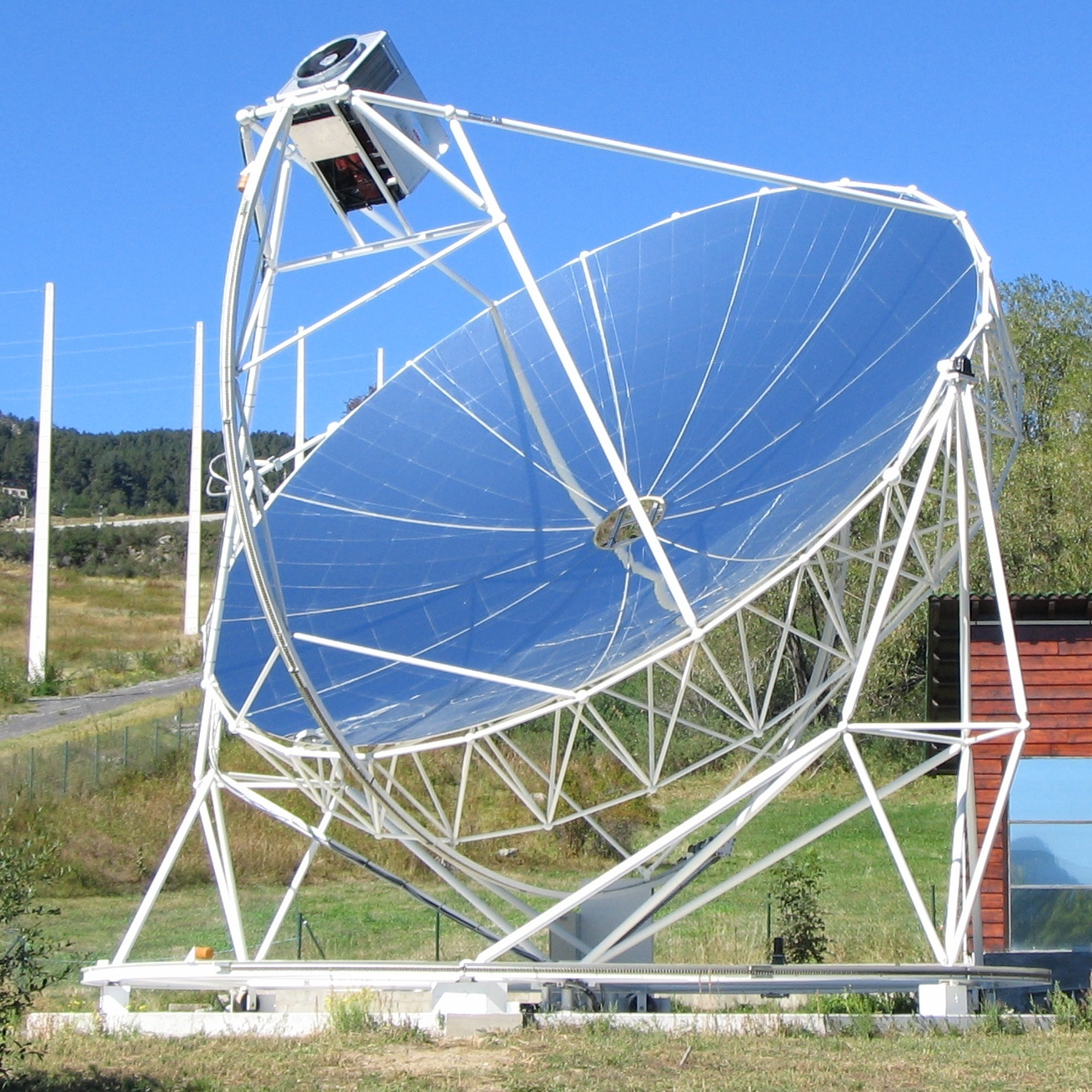
10-kW-Solarreflektor-Stirling-Anlage in Odeillo, Frankreich

In sogenannten Solarreflektor-Stirling-Anlagen wird Sonneneinstrahlung über einen meist parabolischen Solarreflektor gebündelt, um an einem Brennpunkt ein „Arbeitsgas“ zu erwärmen, das in einem Stirlingmotor zur Ausdehnung gebracht und anschließend im Kreislauf zum Brennpunkt wieder zurückgeführt wird. Die Gasexpansion im Stirlingmotor wird in mechanische Rotationsbewegung umgewandelt. Damit wird in der Regel in einem direkt angekoppelten Elektrogenerator elektrische Energie erzeugt. Der Vorgang wird als spezielle Form solarthermischer Energieumwandlung aufgefasst.

## Beschreibung
Solarreflektor-Stirling-Anlagen – wegen des schüsselförmigen Spiegels auch „Dish-Stirling-Anlagen“ genannt – erreichen mit einem elektrischen Generator einen Wirkungsgrad von durchschnittlich etwa 20 %, womit sie, allerdings bei großem Aufwand, einen etwas besseren Wirkungsgrad der Stromerzeugung haben als Photovoltaikanlagen. Das ergab ein Experiment in Frankreich. Mit einem Parabolspiegel von 8,5 m Durchmesser (Fläche 56,7 m²) wurde eine Nettoleistung von 9,2 kW erzielt, das entspricht einem Wirkungsgrad von 16 %. Mit modernen Technologien, etwa einer magnetischen Entkopplung der Kolben vom Abtrieb, kann der Wirkungsgrad (und die Lebensdauer) einer Solarreflektor-Stirling-Anlage jedoch auch noch deutlich gesteigert werden; ein Wirkungsgradweltrekord von 29,4 % aus dem Jahr 1984 hatte lange Bestand, bevor er am 31. Januar 2008 von einer Serie-3-Anlage des US-Herstellers Stirling Energy Systems mit einem Wirkungsgrad von 31,25 % gebrochen wurde.
Solarreflektor-Stirling-Anlagen können auch bei Bewölkung oder nachts betrieben werden, indem andere Wärmequellen, wie zum Beispiel die Verbrennung von Erdgas, eingesetzt werden. Weitere Anwendungen von Solarreflektor-Stirling-Anlagen könnten solare Kühlung oder Meerwasserentsalzung oder der Antrieb von Pumpen sein.
Auch Mischformen zwischen Solarreflektor-Stirling-Anlagen und konventionellen photovoltaischen Anlagen („PV-Dish-Anlagen“) existieren. Dabei wird der Parabolspiegel beibehalten, der Stirlingmotor und der Generator werden jedoch durch eine Solarzelle ersetzt. Da diese nur so groß wie die Fläche des Brennpunktes sein muss (also nur einen sehr kleinen Bruchteil so groß wie normale Solarzellen, die für die gleiche Leistung erforderlich wären), können extrem effiziente Solarzellen verwendet werden, die für eine konventionelle Anwendung viel zu teuer wären. Eine Wasserkühlung der Solarzellen ist bei dieser Verwendung unabdingbar; das dabei anfallende heiße Wasser kann einfach zum Heizen oder zum Waschen genutzt werden. Strom und Heizleistung zusammengerechnet, können diese Anlagen laut Hersteller einen Gesamtnutzungsgrad von mehr als 75 % erreichen.
Nach der Kostenreduktion bei Photovoltaikanlagen vermehren sich die Anzeichen, dass Solarreflektor-Stirling-Anlagen im Rennen um kleine Solaranlagen das Nachsehen haben könnten. Ein Beispiel dafür ist die Insolvenz der Betreiberfirma Stirling Energy Systems im Jahr 2011 aufgrund von Liquiditätsproblemen.